# گربه‌ماهی سنگ‌دوست
گربه‌ماهی سنگ‌دوست (نام علمی: Noturus flavus) نام یک گونه از سرده گربه‌ماهی‌های نیش‌دار است.